# Cantón de Rodez-Oeste
El cantón de Rodez-Oeste era una división administrativa francesa, que estaba situada en el departamento de Aveyron y la región de Mediodía-Pirineos.

## Composición
El cantón estaba formado por tres comunas, más una fracción de la comuna que le daba su nombre:
- Druelle
- Luc-la-Primaube
- Olemps
- Rodez (fracción)

## Supresión del cantón de Rodez-Oeste
En aplicación del Decreto n.º 2014-205 de 21 de febrero de 2014, el cantón de Rodez-Oeste fue suprimido el 22 de marzo de 2015 y sus 4 comunas pasaron a formar parte; dos del nuevo cantón de Norte del Lèvezou, una del nuevo cantón de Vallon y la fracción de la comuna que le daba su nombre se unió con las demás para que, por medio de una reestructuración cantonal, fueran creados los nuevos cantones de Rodez-1, Rodez-2 y Rodez-Onet.